# ZAGI A-12
ZAGI A-12 (russisch ЦАГИ А-12) bezeichnet einen sowjetischen Tragschrauber aus den 1930er-Jahren.

## Entwicklung
1930 wurde im Zentralen Aerohydrodynamischen Institut (ZAGI) eine Versuchsabteilung für die Erforschung und den Bau von Trag- und Hubschraubern gegründet. 1935 entwickelten dort die Konstrukteure Nikolai Skrschinski und der später durch seine Hubschrauberkonstruktionen bekannt gewordene Michail Mil den Hochgeschwindigkeits-Tragschrauber A-12, der 350 km/h erreichen sollte. Darum erhielt der Typ eine spindelförmige Rumpfform in Halbschalenbauweise, die an diejenige der damaligen Jagdflugzeuge angelehnt war. Die starren Haupträder erhielten aerodynamische Verkleidungen. Erstmals wurden bei einer sowjetischen Tragschrauberkonstruktion die Stabilisierungsflügel weggelassen. Als Antrieb diente ein 650-PS-Sternmotor M-25. Um das Drehmoment des Rotors auszugleichen, erhielt das rechte Höhenleitwerk ein negatives Profil.
Am 10. Mai 1936 begann ZAGI-Testpilot Alexei Tschernawski die Flugerprobung mit einigen kurzen Hüpfern. Der erste, zehn Minuten dauernde Flug erfolgte am 27. Mai. Beim nächsten Flug blieb Tschernawski 55 Minuten in der Luft und erreichte 2000 Meter Höhe. Im Laufe eines Jahres erfolgten noch 43 Testflüge mit 17 Stunden und 55 Minuten Gesamtflugzeit. Beim Letzten am 23. Mai 1937 stürzte der mittlerweile zum Programm gestoßene Pilot Semjon Korsyrow mit der A-12 tödlich ab. Ein durch Materialermüdung gebrochenes Rotorblatt stellte sich als Ursache heraus. Die Versuche mit der A-12 wurden danach eingestellt.

## Technische Daten
| ZAGI A-12              | ЦАГИ А-12                                    |
| ---------------------- | -------------------------------------------- |
| Hersteller             | ZAGI                                         |
| Konstrukteur(e)        | Nikolai Skrschinski, Michael Mil             |
| Besatzung              | 1 Pilot                                      |
| Rotorkreisdurchmesser  | 14 m                                         |
| Spannweite             | 3,35 m (Leitwerk)                            |
| Länge                  | 6,74 m (Rumpf)                               |
| Höhe                   | 4,1 m                                        |
| Leermasse              | 1343 kg                                      |
| Startmasse             | 1687 kg                                      |
| Antrieb                | ein luftgekühlter 9-Zylinder-Sternmotor M-25 |
| Startleistung          | 490 kW (650 PS)                              |
| Höchstgeschwindigkeit  | 245 km/h                                     |
| Mindestgeschwindigkeit | 52 km/h                                      |
| Gipfelhöhe             | 5570 m                                       |
| Start-/Landestrecke    | 25 m / 10 m                                  |